# 박술희
박술희(朴述熙/朴述希, 871년 ~ 945년 10월 24일(음력 9월 16일))는 신라 말기~고려 초기의 무신으로, 본관은 면천이며, 면천 박씨의 시조이다. 시호는 엄의(嚴毅)이다.

## 행적

### 가족관계·성향
《고려사》에서는 아버지는 대승(大丞) 박득의(朴得宜)이며, 천성으로 용감했으며, 육식을 좋아해 땅강아지나 두꺼비, 개미라도 먹었다고 기록되어 있다. 아들로는 박정원(朴精元)이 있다.

### 군대 경력
혜성(현재의 충청남도 당진시 면천면)의 호족 출신으로 18살 때인 890년 궁예의 호위병이 되고, 뒤에 왕건의 휘하로 들어와 그를 섬겨 많은 공을 세워 두터운 신임을 얻어 대광(大匡)이 되었다. 왕건의 아들 왕무를 정윤(왕태자)로 책봉할 때, 장화왕후가 왕건의 의중을 박술희에게 전달하게 하여, 왕무가 정윤이 되었으므로, 박술희가 왕무의 후견인이 되었다는 점을 알 수 있다.
935년에는 견훤을 탈출시키기 위한 작전의 일환으로 보이는 나주 탈환 작전에 홍유와 더불어 지원하였으나 백성의 마음을 얻기 힘들다는 것을 이유로 왕건은 그들 대신, 유금필을 파견하였다. 943년 태조가 사망하기 직전에 태조로부터 군국대사(軍國大事)를 부탁받고, 훈요십조(訓要十條)를 전수받았으며, 자신의 군사력을 바탕으로 혜종의 강력한 후원자가 되었다.

### 권력 투쟁
그러나 이후 호족 세력과 왕권, 그리고 왕규의 난 사이에 얽힌 복잡한 권력 투쟁은 정치가가 아니라 군인이었던 박술희에게는 버거운 것이었다. 혜종의 세력 기반은 미약하였고, 이복동생인 정종와 광종은 외할아버지의 세력인 충주 호족 세력과 왕식렴을 중심으로 한 서경 세력의 지원을 받아 강력한 세력을 갖고 있었다. 여기에 외척 왕규도 왕위를 탈취하려 했다. 태조가 아니면 유지되기 힘들었던 고려 초기의 불안한 정치 상황은 박술희에게 영향을 주었다. 권력 투쟁의 과정에서 박술희는 정종과 그를 지지하는 서경 세력에 의해 강화 갑곶으로 귀양을 가게 되어, 얼마 후 조정의 밀명을 받은 자객에 의해 살해당했다.

### 상훈과 추모
사후 태사 삼중대광(太師三重大匡)에 추증되었으며, 혜종의 묘정(廟庭)에 배향되었다.

## 박술희가 등장하는 작품
- 《태조 왕건》(KBS, 2000년~2002년, 배우:김학철)
- 《제국의 아침》(KBS, 2002년~2003년, 배우:조경환)
- 《달의 연인 - 보보경심 려》(SBS, 2016년~2016년, 배우:한갑수)

## 전기 자료
- 《고려사》 권92, 〈열전〉5, 박술희